# Dendrocnide moroides
Dendrocnide moroides (Wedd.) Chew, nota comunemente come la pianta dei suicidi, gympie o gympie gympie, è una pianta della famiglia delle Urticaceae.
È conosciuta per i peli urticanti che ricoprono l'intera pianta e che rilasciano una potente neurotossina quando vengono toccati. È la più tossica delle specie australiane di Dendrocnide.  Il frutto, dopo aver rimosso i peli urticanti che lo ricoprono, risulta commestibile per l'uomo.

## Descrizione

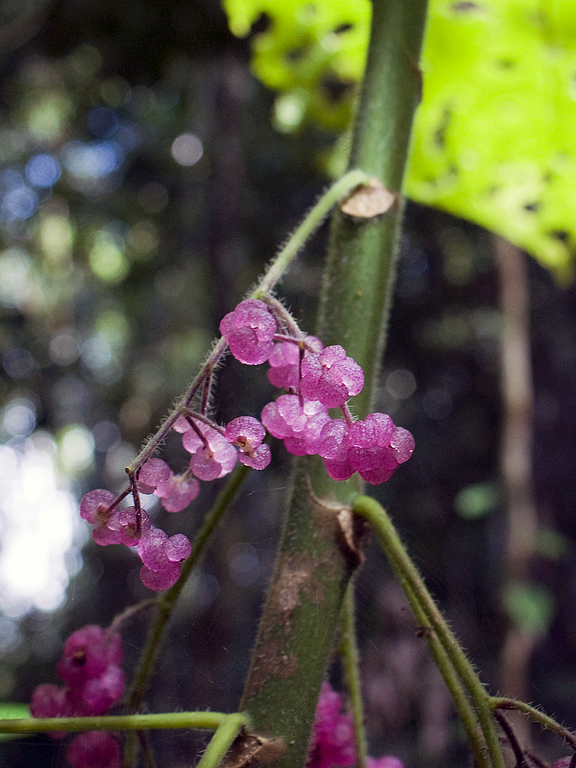
Frutti di D. moroides

D. moroides di solito cresce come una pianta a stelo singolo e può raggiungere i 3 metri d'altezza. Ha grandi foglie cuoriformi lunghe dai 12 ai 22 cm e larghe dagli 11 ai 18 cm, con margini finemente dentati.
La specie è unica nel genere Dendrocnide nell'avere infiorescenze monoiche in cui i pochi fiori maschili sono circondati da fiori femminili. I fiori sono piccoli e, una volta impollinati, il loro gambo si gonfia per formare il frutto. I frutti sono succosi, simili al gelso e sono di colore dal rosa brillante al viola. Ogni frutto contiene un singolo seme esterno al frutto stesso.

## Biologia
La specie è uno dei primi colonizzatori nelle radure della foresta pluviale; i semi germinano in piena luce solare.

## Distribuzione e habitat
La specie è diffusa nell'est dell'Australia, nelle Piccole Isole della Sonda e a Vanuatu.
Sebbene relativamente comune nel Queensland, la specie è rara nella sua fascia più meridionale ed è elencata come specie in via di estinzione nel Nuovo Galles del Sud.

## Tossicità
Il contatto con le foglie o lo stelo fa penetrare i peli cavi con punta di silice nella pelle. I peli provocano una sensazione di bruciore estremamente dolorosa che può durare da alcune ore a 1-2 giorni; tale sensazione può ripresentarsi, seppur in misura minore per diversi mesi o più ogni volta che l'area viene toccata, esposta all'acqua o soggetta a variazioni di temperatura. I peli vengono anche dispersi nell'aria dalla pianta e, se inalati, possono causare problemi respiratori. Ernie Rider, che fu colpito in faccia e sul busto con il fogliame nel 1963, disse: 
 Per due o tre giorni il dolore era quasi insopportabile; Non riuscivo a lavorare o dormire, ricordo di aver avuto la sensazione di mani giganti che cercavano di schiacciarmi il petto... poi un dolore piuttosto forte è continuato per altre due settimane circa. La puntura persistette per due anni e si ripeteva ogni volta che facevo una doccia fredda. Non c'è niente di paragonabile; è dieci volte peggio di ogni altra cosa.
 La puntura non impedisce a diverse piccole specie di marsupiali, tra cui il pademelon dalle zampe rosse, gli insetti e gli uccelli di mangiare le foglie.
La moroidina, un octapeptide biciclico contenente un insolito legame C-N tra triptofano e istidina, è stata inizialmente isolata dalle foglie e dagli steli di questa pianta, e successivamente si è dimostrato il principale composto responsabile della lunga durata delle punture.

Struttura chimica della moroidina, l'ottapeptide biciclico responsabile del dolore di lunga durata causato dal contatto con Dendrocnide moroides

Ci sono state prove aneddotiche di alcune piante con i peli, ma non più urticanti suggerendo un cambiamento chimico della tossina.

## Trattamento
Il trattamento raccomandato per la pelle esposta ai peli è applicare  acido cloridrico diluito (1:10) e rimuovere i peli con una striscia strappacera di epilazione.  Se non disponibile, è possibile utilizzare una striscia di nastro adesivo e una pinzetta. Bisogna fare attenzione a rimuovere tutti i peli intatti, senza romperli, poiché le punte dei peli, se rimangono conficcate, aumenteranno solo il livello di dolore.